# Халезия
Хале́зия (лат. Halesia) — род листопадных деревьев семейства Стираксовые, произрастающих в Северной Америке.
Растения выращиваются в декоративных целях в Северной Америке и зарубежной Европе. В России используются редко, хотя морозостойкость их достаточна для выращивания в Средней полосе, на юге Европейской части и на юге Дальнего Востока.

## Распространение и экология
Естественным образом произрастают в восточной и юго-восточной части США.
Растут преимущественно вдоль ручьёв и оврагов. Предпочитают слабокислые почвы, но переносят и более кислые, и нейтральные.

## Ботаническое описание
Листопадные деревья или кустарники, высотой до 10—25 м.
Листья очерёдные, яйцевидные или эллиптические, с пильчатым краем.
Цветки однодомные, гермафродитные, с 4 белыми лепестками.
Плоды продолговатые, ореховидные, с 4 или 2 пробковыми крыльями.

## Виды
По данным сайтов POWO и WFO, род включает в себя 2 вида:
- Halesia carolina L. — Халезия каролинская
  - [syn.  Halesia monticola (Rehder) Sarg. — Халезия горная]
  - [syn.  Halesia tetraptera L. — Халезия четырёхкрылая]
- Halesia diptera L. — Халезия двукрылая

Ранее в род включался также ещё 1 азиатский вид, который в данный момент выделен в отдельный род — Perkinsiodendron:
- Perkinsiodendron macgregorii (Chun) P.W.Fritsch
  - [syn.  Halesia macgregorii Chun]